# Museo de Arte de Bregenz

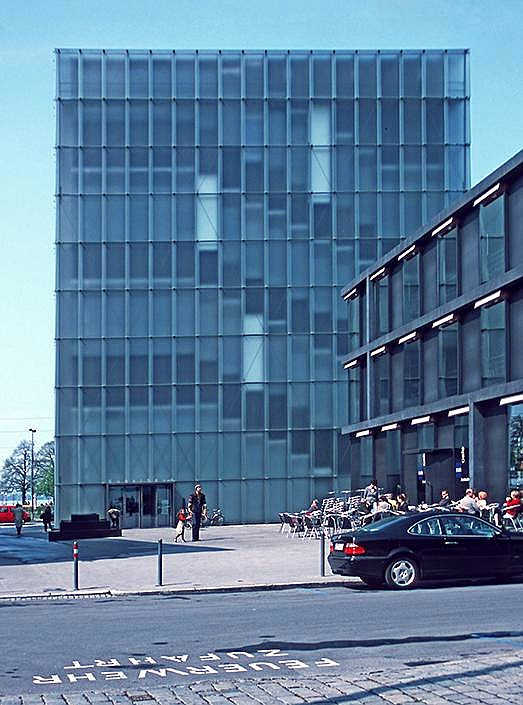
Vista del Museo de Arte de Bregenz desde la plaza sureste. El edificio que asoma en el lado derecho alberga las oficinas y servicios del museo.

El Museo de Arte de Bregenz (en alemán: Kunsthaus Bregenz) alberga exposiciones temporales de obras de arte moderno en Bregenz, la capital de Vorarlberg, Austria, está a orillas del lago Constanza. Fue inaugurado en 1997. Lo diseñó el suizo Peter Zumthor. 
Este inmueble tiene cuatro plantas y forma parte de un proyecto en el que también se construyó otro edificio de dos plantas en el que están las oficinas y servicios del museo. Esta construcción es uno de los mejores ejemplos de la arquitectura minimalista propia de Zumthor. Aparenta ser bastante sencillo pero realmente esconde una complejidad sorprendente y en ocasiones poco entendible. El edificio que alberga las exposiciones tiene una fachada cubierta de cristales translúcidos que dejan intuir zonas opacas del interior que resultan ser más complejas de lo que a simple vista se ve.

## Datos arquitectónicos

### Proyecto

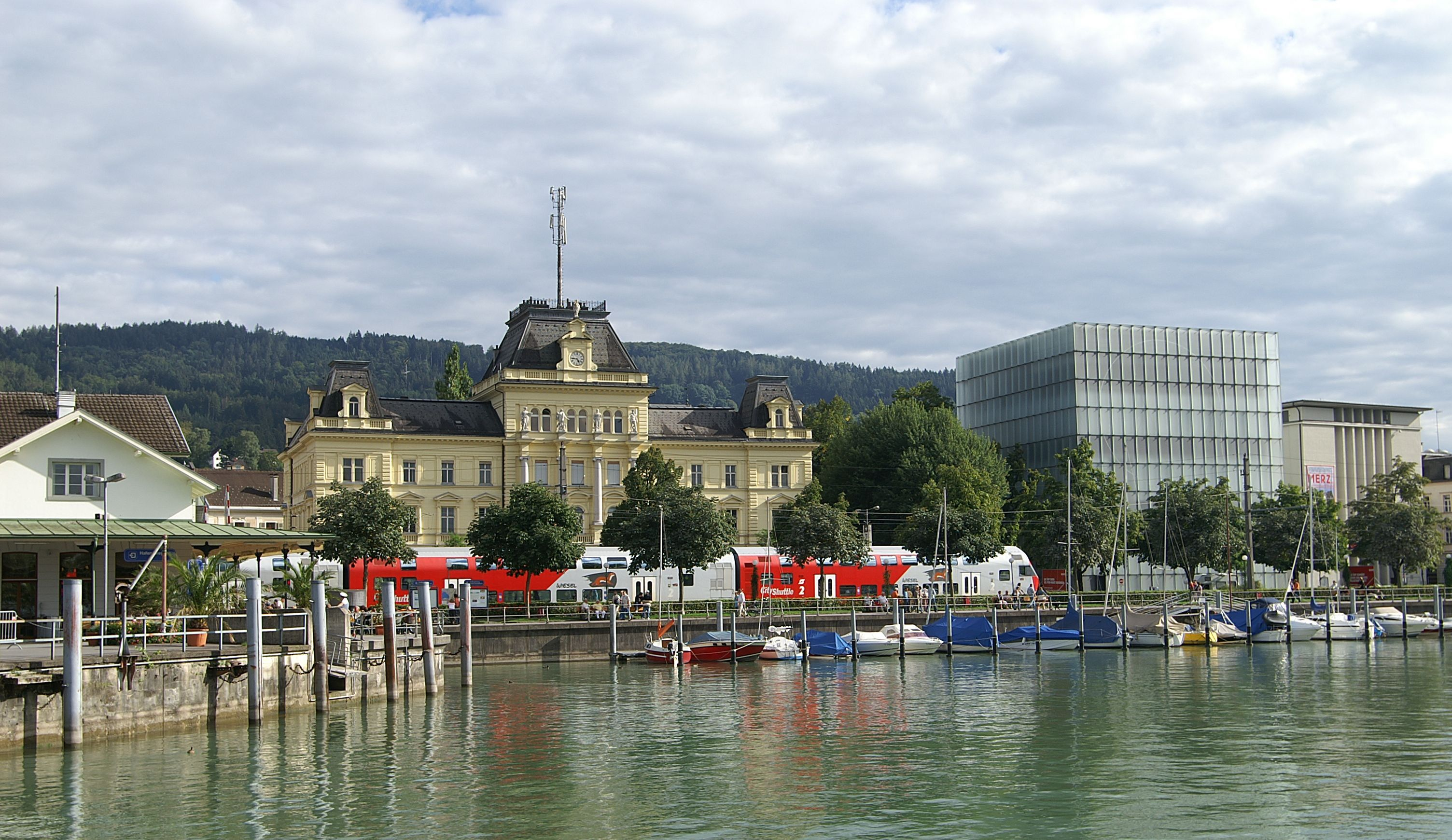
Entorno urbano del museo.

Bregenz es un municipio de Austria situado en la orilla sur del lago Constanza, en el cual hacen frontera Suiza, Alemania y Austria. Esta ciudad austriaca tiene un importante complejo turístico con casinos, hoteles, museos y centros deportivos. Uno de los museos pertenecientes a esta estación de verano es el Museo de Arte (Kunsthaus en alemán), ubicado junto a la orilla del lago e inaugurado en 1997. El proyecto es de 1990 y su diseñador es el arquitecto suizo Peter Zumthor, conocido por sus muchas obras minimalistas. 
Este proyecto consta de dos bloques, uno en el que están las exposiciones temporales y otro que alberga oficinas. Ambos forman una nueva plaza peatonal a la que pertenece también un teatro antiguo. El edificio de las exposiciones parece un rascacielos de Mies Van der Rohe con la diferencia evidente de la altura. Zumthor realizó maquetas del proyecto que llaman la atención por lo poco detallistas que son al tener muerdos en trozos de corcho y por no tener muchos acabados. La textura de la maqueta del edificio principal (el de las salas de exposiciones) es la que en realidad tiene en su fachada. Junto a este bloque, Zumthor proyectó otro más pequeño que albergaría oficinas y que se le considera un fanal, es decir, una lámpara que hecha luz al exterior. 
La plaza peatonal cerrada por los dos edificios del proyecto y por el teatro mira hacia una calle perteneciente al casco antiguo de Bregenz, y en el lado opuesto está la costa del lago. Frente al Museo de Arte hay un espigón que se adentra en el agua y en él hay un embarcadero repleto de yates. En uno de los planos urbanos de situación que hizo Zumthor se aprecia perfectamente este espigón y los edificios que rodean los dos bloques del proyecto. La plaza peatonal antes descrita no tiene vegetación y está en el lado sureste del edificio de exposiciones. En el lado noreste hay otra plaza en la que hay árboles y una estatua.

### Fachadas exteriores

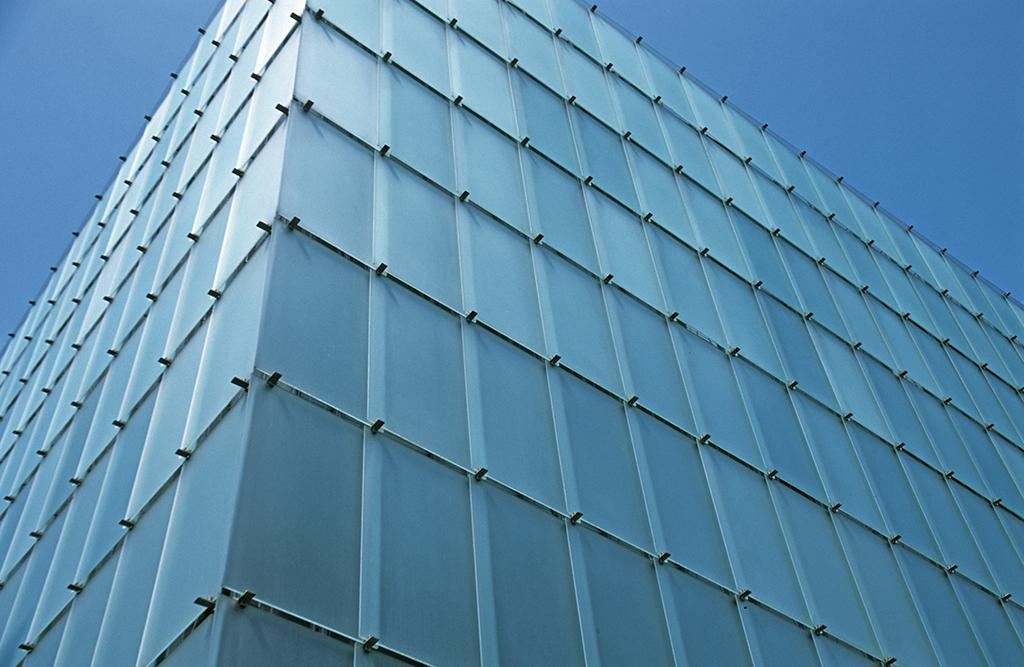
Vista de las fachadas exteriores.

Hay diferencias acusadas entre las fachadas de los dos edificios que forman parte del proyecto. El bloque de oficinas y servicios tiene también una cafetería en la planta baja. Su fachada es negra y tiene persianas blancas que cubren los balcones que hay en las tres plantas. La fachada del edificio que alberga las exposiciones temporales está completamente acristalada con vidrios translúcidos de forma rectangular. Cada uno de ellos tiene una forma y tamaños iguales y están solapados a modos de escamas superpuestas, de manera que los vidrios se montan sobre los de abajo y los de uno de sus lados. Esta colocación posibilita que cada pieza de vidrio pueda ser cambiada sin grandes problemas. 
No hay monturas metálicas en el exterior, lo cual hace que las esquinas del edificio sean menos nítidas y sus límites estén imprecisos a determinadas horas del día. A cada vidrio de las fachadas le corresponde una pieza metálica saliente que sirve para que se sujeten los cristales. Estas piezas metálicas, que sirven de repisas, tienen forma de piquitos y están en toda la superficie de las cuatro fachadas. El acristalamiento llega hasta el mismo suelo, ya que no tienen barras que sirvan de guías. Tras estas fachadas de vidrio translúcido se adivinan unas zonas opacas que parecen intuir que hay forjados, sin embargo cada parte opaca tiene un tamaño y forma distintos al resto, lo cual da cierta incertidumbre. 
Esta discordancia muestra que la estructura interior de los forjados y muros no coincide con la distribución modular de los vidrios de la fachada exterior. Aquí tenemos el primer ejemplo de complejidad oculta de esta obra. En la esquina oeste del edificio hay una entrada de servicio que sirve en caso de emergencias y para introducir las obras artísticas que se exponen dentro. En la esquina norte hay otra puerta que comunica con el exterior y esta es más pequeña que la anterior. Hay esquinas del edificio que están vacías, tal y como se puede apreciar desde el exterior. 

#### Complejidad en las fachadas
Entre los muros perimetrales de hormigón y el acristalamiento exterior hay una segunda fachada de vidrio que cierra completamente aislando del exterior, lo cual no sucede con el acristalamiento más externo ya que éste tiene huecos entre sus piezas de vidrio. Esta segunda fachada tiene carpinterías metálicas entre los vidrios, llega hasta el primer nivel de sótano y solo es visible en la planta baja porque en el resto está tapada por los muros perimetrales de hormigón. Entre esta y la fachada exterior hay cruces metálicas de San Andrés que sirven de arriostramiento y de sujeción entre ambas capas. 
Los vidrios del cerramiento exterior están colocados de tal forma que cuando sopla el viento se crea un sonido característico, el cual es un efecto buscado por el arquitecto. Entre las dos fachadas de vidrio hay persianas que permiten regular el paso de luz y calor al interior. Este elemento da más complejidad a esta zona del edificio. La prolongación de la entrada principal del edificio está colocada para que no se note el hueco entre las dos fachadas y así “engañar” al visitante.

### Distribución interior

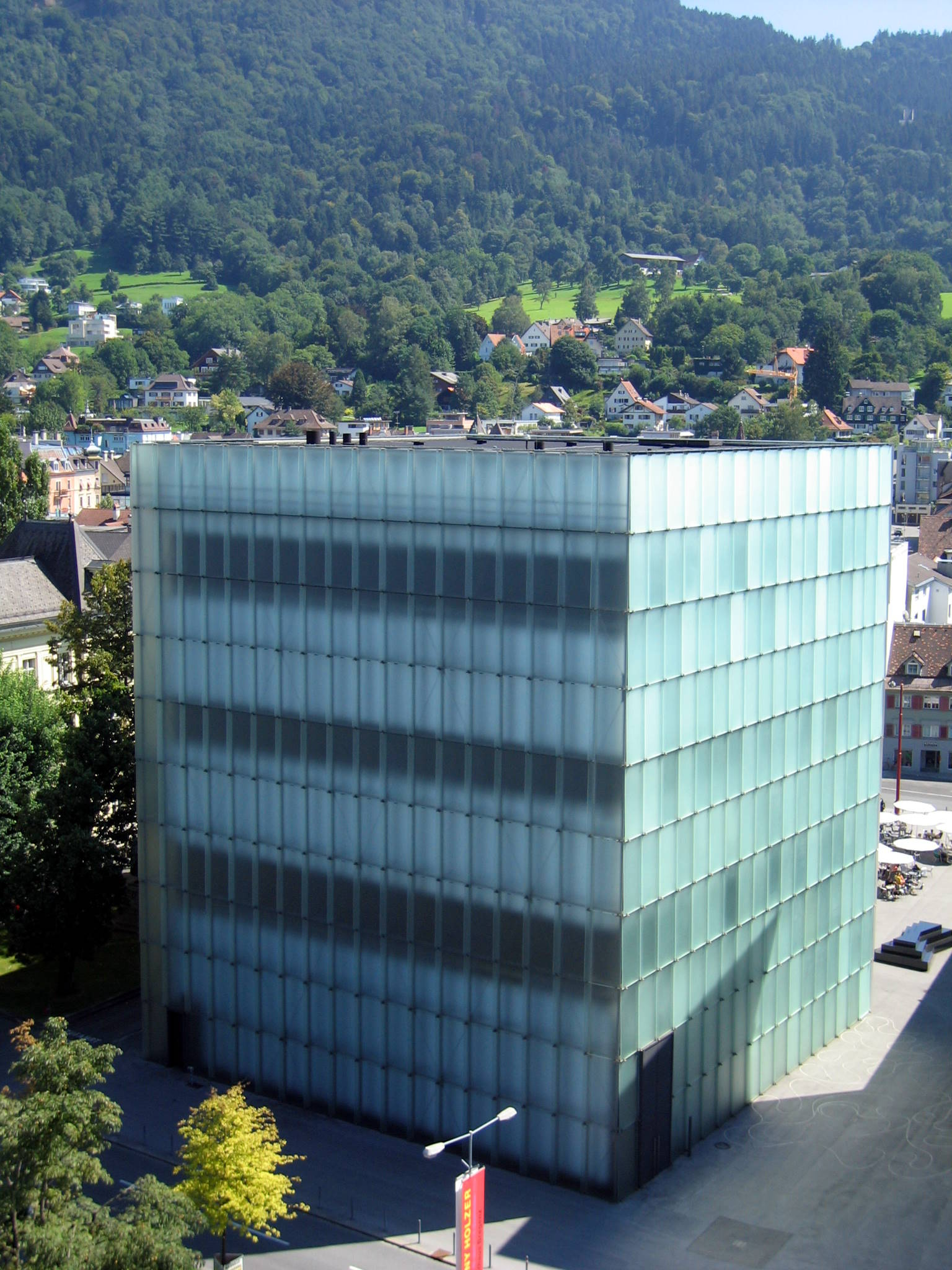
Vista aérea del Museo de Arte de Bregenz.

La entrada principal al edificio de exposiciones está en la esquina sur y mirando a la plaza peatonal en la que está también el bloque con oficinas y servicios. Esta entrada está adelantada al exterior formando un vocal de color negro que se adentra en la plaza. El edificio de exposiciones tiene un total de seis plantas, dos de ellas subterráneas y las cuatro restantes sobre el nivel del suelo. En cada piso hay tres muros de carga y resultan ser la estructura del edificio. Cada uno de ellos es paralelo a una de las fachadas y están colocados a escasa distancia de ellas. Estas tres paredes contradicen la estructura exterior compuesta de cuatro fachadas. 
Entre los muros interiores y las fachadas hay escaleras y ascensores, los cuales se ocultan del espacio central de cada planta. El espacio interior queda cerrado y limitado por estos tres muros de hormigón. Estos son a su vez la estructura del edificio porque son muros de carga y no hay pilares. Las plantas baja, primera y segunda tienen una altura de techo superior a la de la tercera, lo cual da más complejidad a la estructura interior. De los tres muros interiores que hay en cada planta, los dos más largos tienen una abertura que da acceso a las escaleras adosadas a ellos, y el muro más corto no tiene ese hueco porque tras él solo hay un ascensor de carga. 
Las tres plantas superiores tienen cuatro muros perimetrales paralelos a los acristalamientos exteriores y cierran completamente las plantas. Son de hormigón y no tienen aberturas, sin embargo no llegan al forjado superior, dejando una franja horizontal superior por la que entra la luz exterior. De esta manera, las partes opacas que se aprecian desde el exterior corresponden a las plantas, y las zonas no opacas son los techos. Los tres muros interiores y los cuatro perimetrales no guardan ninguna relación modular entre sí, lo cual es evidente si tomamos como unidad de medida las losetas de la terraza. En este sentido, el edificio es muy anti-clásico. Los forjados de cada planta están reducidos en grosor en sus zonas más cercanas al exterior para permitir así que la luz de fuera penetre al interior sin problemas. Las escaleras principales están entre el muro más largo de los tres interiores y entre el muro perimetral de la cara sureste, el lado opuesto al lago. 

#### Plantas y escaleras interiores
Al entrar al edificio se accede a la planta baja, un espacio en el que está el mostrador de ventas de entradas y una pequeña tienda de recuerdos. La luz exterior entra por las paredes exteriores, en las que no hay muros de hormigón, y además hay lámparas que cuelgan del techo. El hormigón del interior está sin pulir para dar una idea de sencillez que el edificio realmente no tiene. El primer nivel de sótano tiene cuartos de baño, una sala de conferencias y paredes de pavés. El segundo nivel subterráneo está cerrado al público. 
En la planta baja, el muro interior más largo tiene un hueco sin puerta que comunica a las escaleras principales. Estas están encajonadas entre dicho muro y el perimetral correspondiente a la fachada sureste. Sin embargo, las escaleras están sujetas al muro de carga (el que no es perimetral) y hay una pequeña separación respecto del perimetral. El pasamanos está sujeto al muro de carga, lo cual da más idea de la función de esta pared. Cada tramo de escaleras está dividido en tres tiros y dos descansillos. Cada tramo de escaleras es sorprendentemente largo debido a que salva la altura de la planta y la de la parte donde entra la luz. Esta última zona no es vista por el visitante y no es consciente de su existencia. Es por esto por lo que las escaleras parecen más altas de lo que deberían. 
El falso techo de las tres plantas superiores es translúcido y desmontable, y por él entra la luz del exterior. Este mismo techo está sobre las escaleras del edificio. Las paredes de hormigón no están pintadas pero sí pulidas. El suelo es claro y reflectante.